# 博利紹耶湖 (凱比齊區)
55°17′5.26″N 48°1′49.86″E / 55.2847944°N 48.0305167°E
博利紹耶湖（俄语：Большое），是俄羅斯的湖泊，位於該國西部韃靼斯坦共和國，由凱比齊區負責管轄，長0.17公里、寬0.15公里，平均水深4米，最大水深7米。